# Rusko-krimski rat
Rusko-krimski rat (1571. – 1572.) bio je još jedan sukob u nizu stalnih napada Krimskog Kanata na Moskovsko Carstvo.

## Povijest
Invazija Krimskih Tatara na Veliku kneževinu Moskvu počela je 1507., nakon smrti moskovskog velikog kneza Ivana III., kada su Krimski Tatari otpočeli s napadima na ruske gradove Belev i Kozelsk.
Južna granica Rusije u 16. st. prema divljoj stepi, bila je kod grada Rjazana (na 190 km od Moskve). To je bila vrlo nesigurna granica, na kojoj su Rusi držali 65 tisuća vojnika, na brojnim utvrdama. Ali i pored toga bili su učestale provale iz Krimskog Kanata na teritorij Rusije, s paležima i odvođenjem ljudi u sužanjstvo.

## 1570.
1570. Krimski Tatari su strašno razorili Rjazanj granični grad koji je čuvao prilaze prema Moskvi, i koji nije uspio pružiti snažniji otpor. 

## 1571.
U svibnju 1571. jedna snažna vojska od 120 000 krimskih i turskih ratnika (80 000 Tatara, 33 000 turskih bašibozuka i 7000 janjičara) pod vodsvom Krimskog kana Devlet I. Geraj, zajedno s velikom i malom nogajskom hordom i čerkeskom vojskom zaobišla je grad Serpuhov i obrambene utvrde na rijeci Oki, prešla rijeku Ugru i opkolila bok ruske vojske od 6000 ljudi.  Krimski vojnici ubrzo su slomili otpor Rusa, koji nisu imali snaga da zaustave provalu Krimskih trupa. Ruska vojska povukla se u Moskvu, za vojskom je krenula i masa seljaka koji su svi pobjegli unutar utvrda grada Moskve.
Krimska vojska palila je i rušila nezaštićene gradove i sela oko Moskve, a zatim su zapalili predgrađa Moskve. Zbog jakog vjetra, vatra se brzo proširila. U gradu je nastala panika i stampedo od izbezumljenih ljudi koji su jurnuli prema sjevernim vratima Kremlja, mnogi su poginuli u ovom strašnom neredu. Panika je zahvatila i vojnike koji su se izgubili u masi, od požara je poginuo i princ Beljski (Gediminovič).
U roku od tri sata, Moskva je u potpuno izgorila. Sljedeći je dan Krimska vojska pljačkala grad. Osmanlije su odvele u ropstvo 150 000 Rusa. Suvremenici su govorili o 100 000 žrtava Krimske invazije iz 1571.
Papinski izaslanik Antonio Possevino bio je svjedok razaranja, on je naveo da 1580. god. Moskva nema više od 30 000 stanovnika, iako je još 1520. god. u Moskvi bilo oko 100 000 stanovnika.

## 1572.
Nakon paljenja Moskve, Krimski kan Devlet I. Geraj, razvio je plan o potpunom osvajanju Ruske države, koji je podržan od strane Otomanskog Carstva. Već sljedeće godine, on je ponovno krenuo s velikom vojskom od 120 000 Krimskih Tatara i Turaka na Rusiju, ali je odbijen u Bitci kod Molodija, od ruske vojske koju su vodili vojvode Mihajlo Vorotinski i Dmitrij Hvorostinin.

## Vanjske poveznice
- Lista ruskih ratnih sukoba